# Четириокови
Четириоковите (Anablepidae) са семейство животни от разред Шаранозъби (Cyprinodontiformes).
Таксонът е описан за пръв път от Самюъл Гарман през 1895 година.

## Родове
Подсемейство Anablepinae
- Anableps – Четириоки риби
- Jenynsia

Подсемейство Oxyzygonectinae
- Oxyzygonectes